# Pseudoomphalina graveolens
Pseudoomphalina graveolens är en svampart som först beskrevs av S. Petersen, och fick sitt nu gällande namn av Rolf Singer 1986. Pseudoomphalina graveolens ingår i släktet Pseudoomphalina och familjen Tricholomataceae.   Inga underarter finns listade i Catalogue of Life.